# Орс (Армения)
Орс (арм. Հորս) — село в Вайоцдзорской области Армении.

## География
Село расположено в северо-западной части марза, в долине реки Селимагет, на расстоянии 24 километров к северо-востоку от города Ехегнадзор, административного центра области. Абсолютная высота — 1660 метров над уровнем моря.
Климат
Климат характеризуется как умеренно холодный, влажный (Dfb в классификации климатов Кёппена). Среднегодовая температура воздуха составляет 7,8 °C. Средняя температура самого холодного месяца (января) составляет −4,7 °С, самого жаркого месяца (июля) — 19,4 °С. Расчётная многолетняя норма атмосферных осадков — 411 мм. Наибольшее количество осадков выпадает в мае (71 мм).

## Население
| Год переписи | Население          | Население          | Население          | Население            | Население            | Население            |
| Год переписи | Наличное население | Наличное население | Наличное население | Постоянное население | Постоянное население | Постоянное население |
| Год переписи | Всего              | Мужчины            | Женщины            | Всего                | Мужчины              | Женщины              |
| ------------ | ------------------ | ------------------ | ------------------ | -------------------- | -------------------- | -------------------- |
| 2001         | 305                | 138                | 167                | 317                  | 147                  | 170                  |
| 2011         | 257                | 130                | 127                | 321                  | 156                  | 165                  |

| Год  | Численность | Численность |
| ---- | ----------- | ----------- |
| 1831 | 219         | [ 8 ]       |
| 1897 | 1136        | [ 8 ]       |
| 1926 | 551         | [ 8 ]       |
| 1939 | 938         | [ 8 ]       |
| 1959 | 649         | [ 8 ]       |
| 1970 | 607         | [ 8 ]       |
| 1979 | 474         | [ 8 ]       |
| 1989 | 286         | [ 9 ]       |
| 2001 | 317         | [ 8 ]       |
| 2011 | 321         | [ 10 ]      |